# Phlegetonia bryochlora
Phlegetonia bryochlora är en fjärilsart som beskrevs av George Francis Hampson 1902. Phlegetonia bryochlora ingår i släktet Phlegetonia och familjen nattflyn. Inga underarter finns listade i Catalogue of Life.